# صيدآباد (مقاطعة فامنين)
صيدآباد (بالفارسية: صیدآباد) هي قرية تقع في قسم بيشخور الريفي (مقاطعة فامنين) في إيران. يقدر عدد سكانها بـ 62 نسمة بحسب إحصاء 2016.